# Евріпедія
«Евріпедія» (англ. Everipedia) — англомовна інтернет-енциклопедія, заснована на технології блокчейн, яка є аналогом «Вікіпедії». «Евріпедія» відрізняється від «Вікіпедії» більшою схожістю з популярними сайтами на кшталт Facebook, також вона має дещо послаблені критерії входження інформації.
Станом на лютий 2018 року кількість статей в «Евріпедії» становила 6 мільйонів, значна частина з яких була скопійована з англійської Вікіпедії. Завдяки цьому з грудня 2017 року «Евріпедія» є найбільшою енциклопедією англійською мовою, однак більшість статей не оновлюються так часто, як в англійській Вікіпедії. Також сайт критикують за часту появу неправдивої інформації в статтях про новини.
На грудень 2017 року загальна кількість переглядів сторінок — від 3,5 до 5 мільйонів, щомісячна кількість відвідувачів — від 2 до 3 мільйонів. За даними Alexa, на 1 лютого 2018 року Евріпедія займає 6640 місце за вебтрафіком зі США.
«Евріпедія» була створена в грудні 2014 року, належить американській компанії «Everipedia, Inc». У грудні 2017 року посаду директора з інформаційних технологій зайняв Ларрі Сенгер, один зі співзасновників Вікіпедії.
З грудня 2017 року використовується технологія блокчейн, що робить неможливою блокування сайту владою. Планується, що надалі користувачі будуть отримувати за редагування статей цифрові токени (криптовалютні IQ), випуск яких розпочнеться у першому півріччі 2018 року. «Евріпедія» також використовує елементи соціальних мереж, зокрема можливість знаменитостям спілкуватися зі своїми фанами. Окрім того, редактори «Евріпедії» можуть голосувати за або проти розміщення в ній цитат — велика кількість голосів проти призводить до видалення цитати.